# Вяткинское сельское поселение (Владимирская область)
Вяткинское сельское поселение — муниципальное образование в Судогодском муниципальном районе Владимирской области России.
Административный центр — деревня Вяткино.

## География
Территория сельского поселения расположена к западу от Судогды.

## История
В 1995 году центр Бараковского сельсовета перенесен в деревню Вяткино с переименованием его в Вяткинский. В 1998 году Вяткинский сельсовет преобразован в сельский округ.
Вяткинское сельское поселение образовано 13 мая 2005 года в соответствии с Законом Владимирской области № 60-ОЗ. В его состав вошли территории бывших Вяткинского и Улыбышевского сельских округов.

## Население
| 2010  | 2011  | 2012  | 2013  | 2014  | 2015  | 2016  | 2017  | 2018  |
| ----- | ----- | ----- | ----- | ----- | ----- | ----- | ----- | ----- |
| 3765  | ↘3762 | ↗3851 | ↗3905 | ↗3929 | ↘3855 | ↗3873 | ↗3896 | ↘3885 |
| 2019  | 2020  | 2021  |       |       |       |       |       |       |
| ↘3849 | ↘3825 | ↗3910 |       |       |       |       |       |       |

## Состав сельского поселения
В состав поселения входит 28 населённых пунктов:
| №  | Населённый пункт | Тип населённого пункта          | Население |
| -- | ---------------- | ------------------------------- | --------- |
| 1  | Байгуши          | деревня                         | ↗135      |
| 2  | Бараки           | деревня                         | ↘770      |
| 3  | Борисоглеб       | село                            | ↗6        |
| 4  | Ванеевка         | деревня                         | ↗10       |
| 5  | Верхняя Занинка  | деревня                         | →40       |
| 6  | Высоково         | деревня                         | ↗54       |
| 7  | Вяткино          | деревня, административный центр | ↗1694     |
| 8  | Гридино          | деревня                         | ↗239      |
| 9  | Кадыево          | деревня                         | ↗36       |
| 10 | Конюшино         | деревня                         | ↗13       |
| 11 | Коняево          | деревня                         | ↘61       |
| 12 | Коняево          | посёлок                         | ↘100      |
| 13 | Коростелёво      | деревня                         | ↘18       |
| 14 | Ладога           | деревня                         | ↗3        |
| 15 | Малахово         | деревня                         | ↗26       |
| 16 | Неврюево         | деревня                         | ↗23       |
| 17 | Нижняя Занинка   | деревня                         | ↘12       |
| 18 | Новокарповка     | деревня                         | ↘5        |
| 19 | Ново-Петрово     | деревня                         | ↘137      |
| 20 | Павловская       | деревня                         | ↗10       |
| 21 | Погребищи        | деревня                         | ↗94       |
| 22 | Проскуринская    | деревня                         | ↘1        |
| 23 | Соколово         | деревня                         | ↘9        |
| 24 | Станки           | деревня                         | ↗9        |
| 25 | Улыбышево        | деревня                         | ↘88       |
| 26 | Улыбышево        | посёлок                         | ↘262      |
| 27 | Фрязино          | деревня                         | ↘21       |
| 28 | Якушево          | деревня                         | ↗34       |